# Euploea gaza
Euploea gaza är en fjärilsart som beskrevs av Hans Fruhstorfer 1910. Euploea gaza ingår i släktet Euploea och familjen praktfjärilar. Inga underarter finns listade i Catalogue of Life.